# Mysidia fasciata
Mysidia fasciata är en insektsart som beskrevs av Metcalf 1938. Mysidia fasciata ingår i släktet Mysidia och familjen Derbidae. Inga underarter finns listade i Catalogue of Life.